# Scoreiu, Sibiu
Scoreiu este un sat în comuna Porumbacu de Jos din județul Sibiu, Transilvania, România.

## Istorie

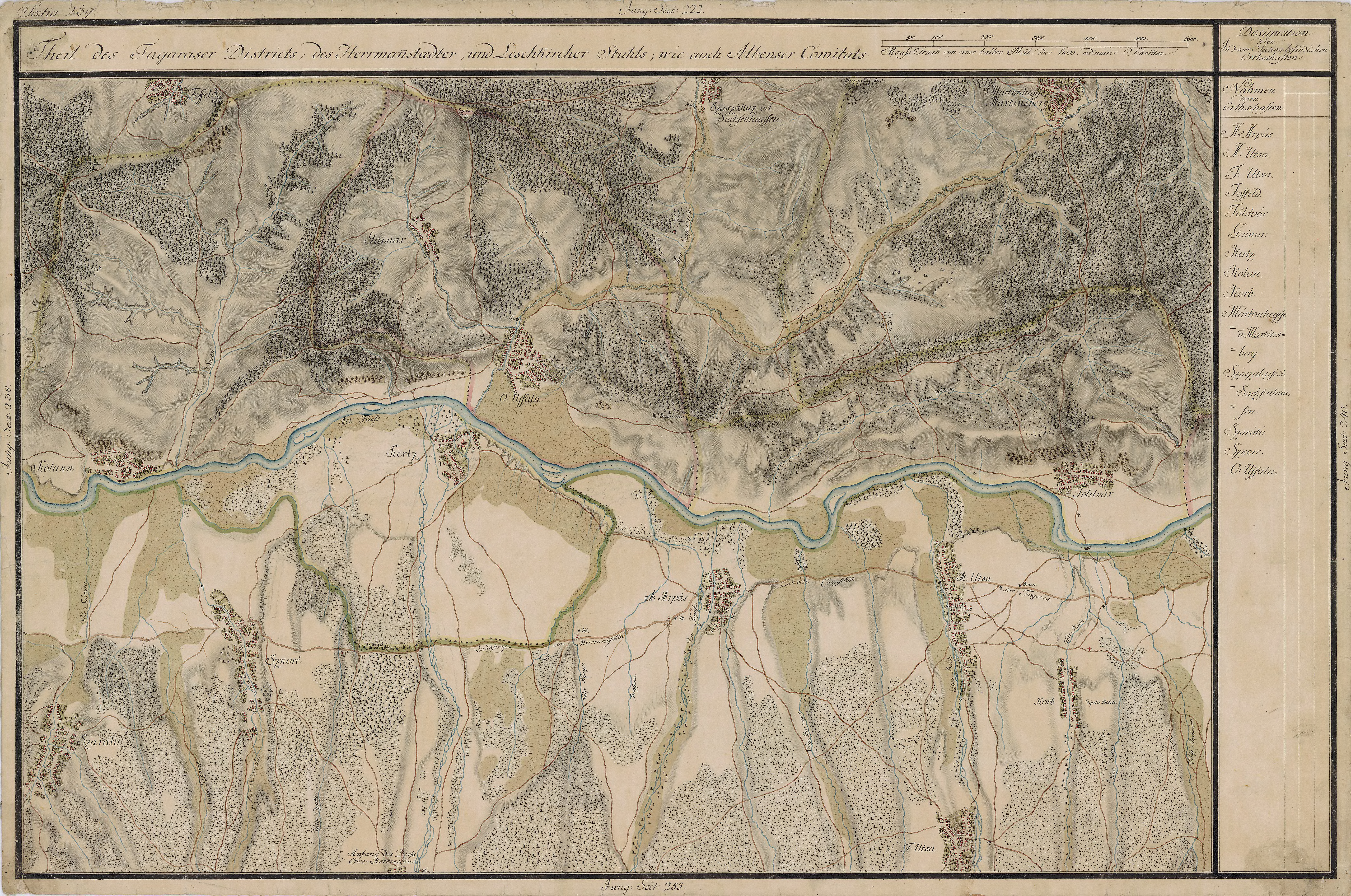
Scoreiu în Harta Iosefină a Transilvaniei, 1769-1773

- În anul 1391 voievodul muntean Mircea cel Bătrân[1] dăruiește lui Stanciul egumenul și fratelui său Călin, ocina Scoreiu, pe care o scutește de orice fel de dări[2]. Pe actul de donație, în calitate de martori, semnează Vlad vornicul, Dragan ban, Jupân Algia, Groza Moldovan, Jupân Aga, Holdovics logofăt[3]. Este de remarcat faptul că toponimele[4] amintite în hrisovul de donație la care ne referim, Tolfa, Scoreiul cel Bătrân (pârâu), Unghiul cu Frasin, Piatra oarbă, Tunsul, Pârâul Sașilor, se păstrează și astăzi[5].
- Localitatea este atestată pentru prima oară în anul 1392, cu numele Szkore[6].
- În 1391 Mircea cel Bătrân, voievod al Țării Românești, întemeiază aici o mânăstire ortodoxă[6].
- Din registrul conscripțiunii[7] realizate în anul 1733, la cererea episcopului greco-catolic Inocențiu Micu-Klein, aflăm că la Scoreiu au fost recenzate 90 de familii, adică vreo 450 de persoane[8]. Din registrul aceleiași conscripțiuni mai aflăm și numele celor 4 preoți din localitate: Sandru, Halmagy, Illyie și Iuon, (uniti omnes[9]). În Scoreiul anului 1733 era o biserică[8]. Denumirea satului: Szkorej, precum și numele preoților erau scrise cu ortografie maghiară, întrucât rezultatele conscripțiunii erau destinate unei comisii formate din neromâni, în majoritate unguri[10].
- În 1766 satul a fost militarizat parțial și a făcut parte din Compania a VII-a de graniță a Regimentului I de Graniță de la Orlat până în 1851, când a fost desființat.

## Personalități
- Ioan Georgescu (n. 1889 - d. 1968), canonic român unit (greco-catolic), om de cultură, profesor universitar, deținut politic în România comunistă